# Sven Budelmann
Sven Budelmann (né le 30 novembre 1973 à Brême) est un monteur allemand.

## Biographie
À 14 ans, il achète une caméra avec son argent de poche, tourne ses propres films et découvre le montage pour lequel il se passionne. Il part à Berlin et travaille pour des clips et continue dans cette activité lorsque les écoles de cinéma à Munich et Berlin le recalent.
Sven Budelmann commence sa carrière en 1993 lors d'un stage dans une société de production cinématographique de Brême. À partir de 1994, il travaille comme monteur indépendant et produit des films d'images et des documentaires.
Il travaille pour la première fois sur un long métrage pour la comédie horrifique Kiss My Blood (1998) de David Jazay. Il s'installe à Berlin et travaille comme monteur de clips publicitaires, de clips musicaux et d'autres longs métrages. Il est responsable du montage de vidéoclips, notamment de Rammstein, Turntablerocker, Deichkind, Die Toten Hosen, Madonna, Garbage et The Rasmus. La carrière de Budelmann est particulièrement influencée par sa collaboration avec le réalisateur Philipp Stölzl, qui réalise certains des clips publicitaires et vidéoclips édités par Budelmann. Tous deux travaillent  ensemble sur les films Baby (2002), Duel au sommet (2008), Young Goethe in Love (2010) et L'Oracle (2013). En 2014, Budelmann travaille comme monteur sur le thriller Stereo de Maximilian Erlenwein, ce qui lui vaut une nomination dans la catégorie du meilleur montage de la 65e cérémonie du Deutscher Filmpreis en 2015. Il est nommé à la 76e cérémonie des British Academy Film Awards pour À l'Ouest, rien de nouveau.
Sven Budelmann est membre de l'Académie européenne du cinéma, de la Deutsche Filmakademie, de la Bundesverband Filmschnitt Editor (BFS) et de l'Académie allemande du film publicitaire (DWA).

## Filmographie

### Cinéma et télévision
- 1998 : Kiss My Blood
- 2000 : Einer ist immer dabei (court métrage)
- 2000 : Morituri Te Salutant (court métrage)
- 2002 : Baby (de)
- 2002 : Una (court métrage)
- 2003 : Ohne Titel 01 (court métrage)
- 2004 : Im Dunkeln (court métrage)
- 2004 : The Porter (court métrage)
- 2006 : Vineta (de)
- 2006 : Der Tag, an dem Sarah Gordon bei mir badete (court métrage)
- 2007 : Love Hurts (court métrage)
- 2008 : Duel au sommet
- 2009 : Point of view (court métrage)
- 2010 : Young Goethe in Love
- 2012 : Mutter muss weg (de) (téléfilm)
- 2013 : L'Oracle
- 2014 : Stereo
- 2015 : Deutschland 83 (série télévisée, 5 épisodes)
- 2016 : Winnetou - Der Mythos lebt (de) (minisérie)
- 2017 : Dark (série télévisée, 1 épisode)
- 2018 : Grüner wird's nicht, sagte der Gärtner und flog davon (de)
- 2019 : Skylines (série télévisée, 3 épisodes)
- 2019 : Ich war noch niemals in New York
- 2020 : Shadowplay (série télévisée, 5 épisodes)
- 2021 : Le Joueur d'échecs
- 2021 : Es ist nur eine Phase, Hase (de)
- 2022 : ZERV - Zeit der Abrechnung (de) (série télévisée, 1 épisode)
- 2022 : Last Light - Wenn die Welt dunkel wird (de) (série télévisée, 3 épisodes)
- 2022 : À l'Ouest, rien de nouveau

### Clips (sélection)
- 1997 : Rammstein : Du hast
- 1997 : Novy vs Eniac : Superstar
- 1997 : Joy Denalane : Was auch immer
- 1998 : Joachim Witt / Peter Heppner : Die Flut
- 1998 : VAST : Pretty When You Cry
- 1998 : Da Hool : Mama Sweet
- 1998 : Marius Müller-Westernhagen : Wieder hier
- 1998 : Rammstein : Stripped
- 1999 : Guano Apes : Don’t You Turn Your Back on Me
- 1999 : Mr. X & Mr. Y : Viva La Revolution
- 1999 : Garbage : The World Is Not Enough
- 2000 : a-ha : Minor Earth, Major Sky
- 2000 : H-Blockx : Ring of Fire
- 2000 : Turntablerocker : A Little Funk
- 2000 : The Pharcyde : Frontline
- 2001 : Curse : Lass uns Freunde sein : Denk an mich
- 2003 : Evanescence : Bring Me to Life
- 2003 : Evanescence : Going Under
- 2003 : Herbert Grönemeyer : Demo
- 2003 : Madonna : American Pie
- 2003 : Söhne Mannheims : Mein Name ist Mensch
- 2003 : The Rasmus : In the Shadows
- 2003 : Luciano Pavarotti : Il Canto
- 2004 : Rammstein : Mein Teil
- 2004 : Die Toten Hosen : Ich bin die Sehnsucht in dir
- 2004 : Rosenstolz : Liebe ist alles
- 2004 : Evanescence : Everybody’s Fool
- 2004 : Anastacia : Sick & Tired
- 2004 : Rammstein : Amerika
- 2007 : Kosheen : Guilty
- 2007 : Sido : Ein Teil von mir
- 2008 : Deichkind : Arbeit nervt